# Fritz Weigle (Historiker)
Fritz Weigle (* 14. Mai 1899 in Danzig; † 28. Dezember 1966 in München) war ein deutscher Historiker.

Der Sohn eines Kaufmanns wuchs in Berlin auf. Er war 1918 Kriegsteilnehmer. Nach der Kriegszeit war er zunächst als Volksschullehrer tätig. Weigle entschloss sich dann aber, das Abitur nachzuholen, und absolvierte ein Studium in Berlin. Dort wurde er 1934 bei Ernst Perels promoviert über Die Briefe des Bischofs Rather von Verona. Gleich nach seiner Promotion wurde er von Paul Kehr für die Mitarbeit an den Monumenta Germaniae Historica (MGH) gewonnen. Zunächst stärker an politisch-soziologischen Gegenwartsfragen orientiert, wandte sich Weigle 1933 aus innerem Protest an der Gegenwart verstärkt der mittelalterlichen Geschichte zu. Er gehörte weder der NSDAP noch einer ihrer Untergliederungen an. Während des Zweiten Weltkriegs ging er an das Deutsche Historische Institut nach Rom und begann dort seine Studien über deutsche Studenten an den alten Universitäten Italiens. 
Nach dem Krieg wurde er zunächst Kulturreferent der Regierung für Mittel- und Ostfranken in Ansbach. Im Frühjahr 1947 wurde er zu einem Jahr Haft mit Bewährung wegen Verschweigens seiner Tätigkeit beim BdS auf dem Entnazifizierungs-Fragebogen verurteilt. Im Jahr 1949 ging er zurück zu den MGH nach München. Er wurde 1956 korrespondierendes Mitglied der Deputazione di Storia Patria per l’Umbria. Von Fritz Weigle erschienen die Briefsammlung Gerberts von Reims und die Edition der Briefe Rathers von Verona.

## Schriften
Herausgeberschaften und Editionen
- Die Briefe des Bischofs Rather von Verona. Böhlau, Weimar 1949 (online).
- Die Matrikel der Deutschen Nation in Perugia (1579–1727) (= Bibliothek des Deutschen Historischen Instituts in Rom. Bd. 21). Niemeyer, Tübingen 1956.
- Die Briefsammlung Gerberts von Reims. Weidmann, Berlin 1966.